# Simó Mukhrani-batoni
Simó fou el 17é príncep de Mukhran (Mukhrani-batoni) del 1755 al 1785.
Nascut el 17 d'agost del 1726 era fill de Levanti Mukhrani-batoni
El 1783 va acceptar el protectorat rus i el 1785 va abdicar a favor del seu cosí Ioani Mukhrani-batoni i va marxar a Rússia on va ser nomenat Tsaraevitch Semen Leonovitch Gruzinski.
Va morir el 13 de febrer de 1785.